# NGC 4093
NGC 4093 este o liner situată în constelația Părul Berenicei. A fost descoperită în 4 mai 1864 de către Heinrich Louis d'Arrest. Se află la o distanță de 104,98 megaparseci de Pământ.